# 北清掃工場 (東京都)
北清掃工場（きたせいそうこうじょう）は、東京都北区志茂にある東京二十三区清掃一部事務組合の清掃工場。

## 概要
赤羽火力発電所の跡地に初代の清掃工場が建設された。
現在の清掃工場は2代目である。東京都内の清掃工場が一斉に寿命を迎えることから、築造30年に満たないが、早めに建て替えられることが決まった。老朽化に伴い一旦取り壊され、地下4階地上6階建て新工場を建設する。処理能力は600トン/日、煙突の高さは約120mを予定している。

## 歴史
- 1966年（昭和41年） - 初代工場が着工。
- 1969年（昭和44年）3月 - 初代工場竣工。都としては初めて海外技術を導入した工場であった。
- 1993年（平成5年）4月 - 旧工場（2代目）着工。
- 1998年（平成10年）3月 - 旧工場（2代目）竣工。
- 2022年（令和4年） - 新工場着工、旧工場解体開始予定。
- 2029年（令和10年） - 新工場竣工予定[1]。